# Робинсон (лунный кратер)
Кратер Робинсон (лат. Robinson) — крупный ударный кратер в области северо-западного побережья Моря Холода на видимой стороне Луны. Название присвоено в честь ирландского астронома Джона Томаса Ромни Робинсона (1792—1882) и утверждено Международным астрономическим союзом в 1935 г. 

## Описание кратера

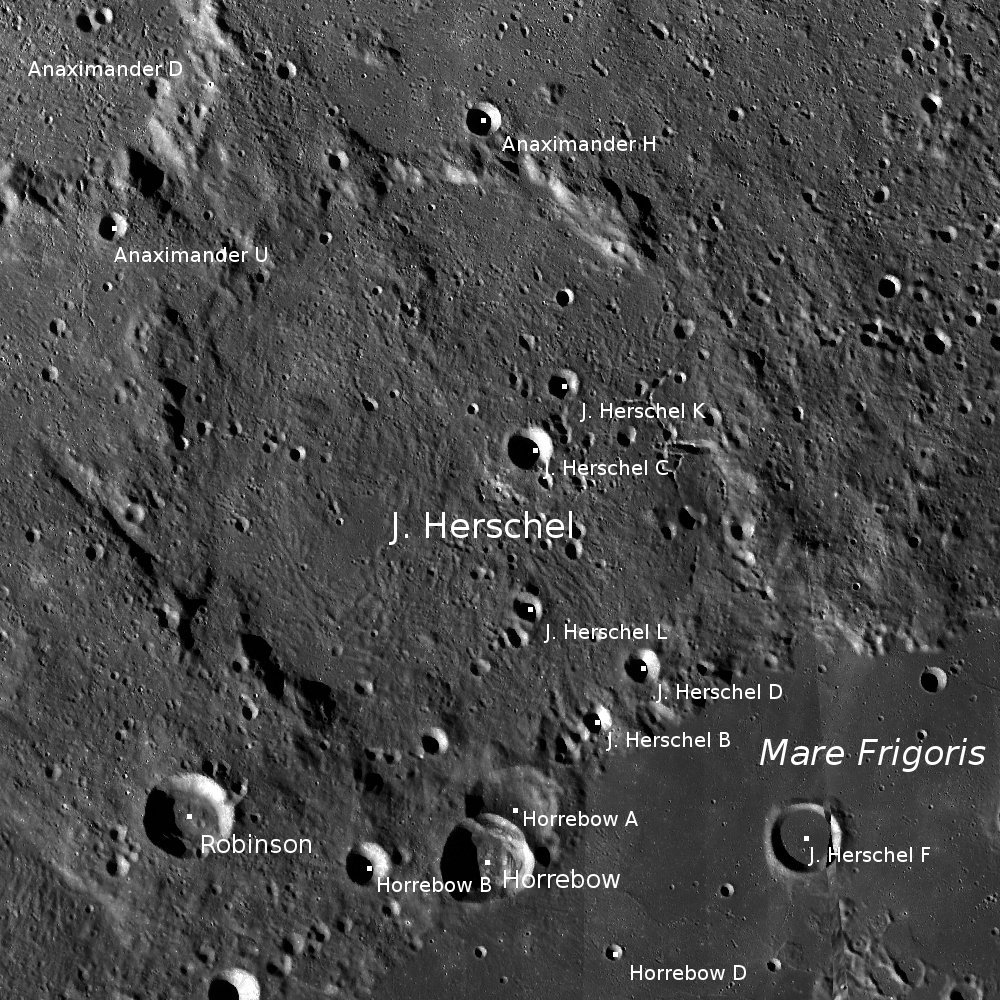
Окрестности кратера Робинсон. Снимок зонда Lunar Reconnaissance Orbiter.

Ближайшими соседями кратера Робинсон являются кратер Саут на западе-юго-западе; кратер Гершель Дж. на северо-востоке; кратер Хорребоу на востоке и кратер Гарпал на юге-юго-востоке. На юго-востоке от кратера расположено Море Холода, на юго-западе – Залив Росы. Селенографические координаты центра кратера 59°04′ с. ш. 46°02′ з. д. / 59,06° с. ш. 46,03° з. д., диаметр 24,1 км, глубина 3120 м.

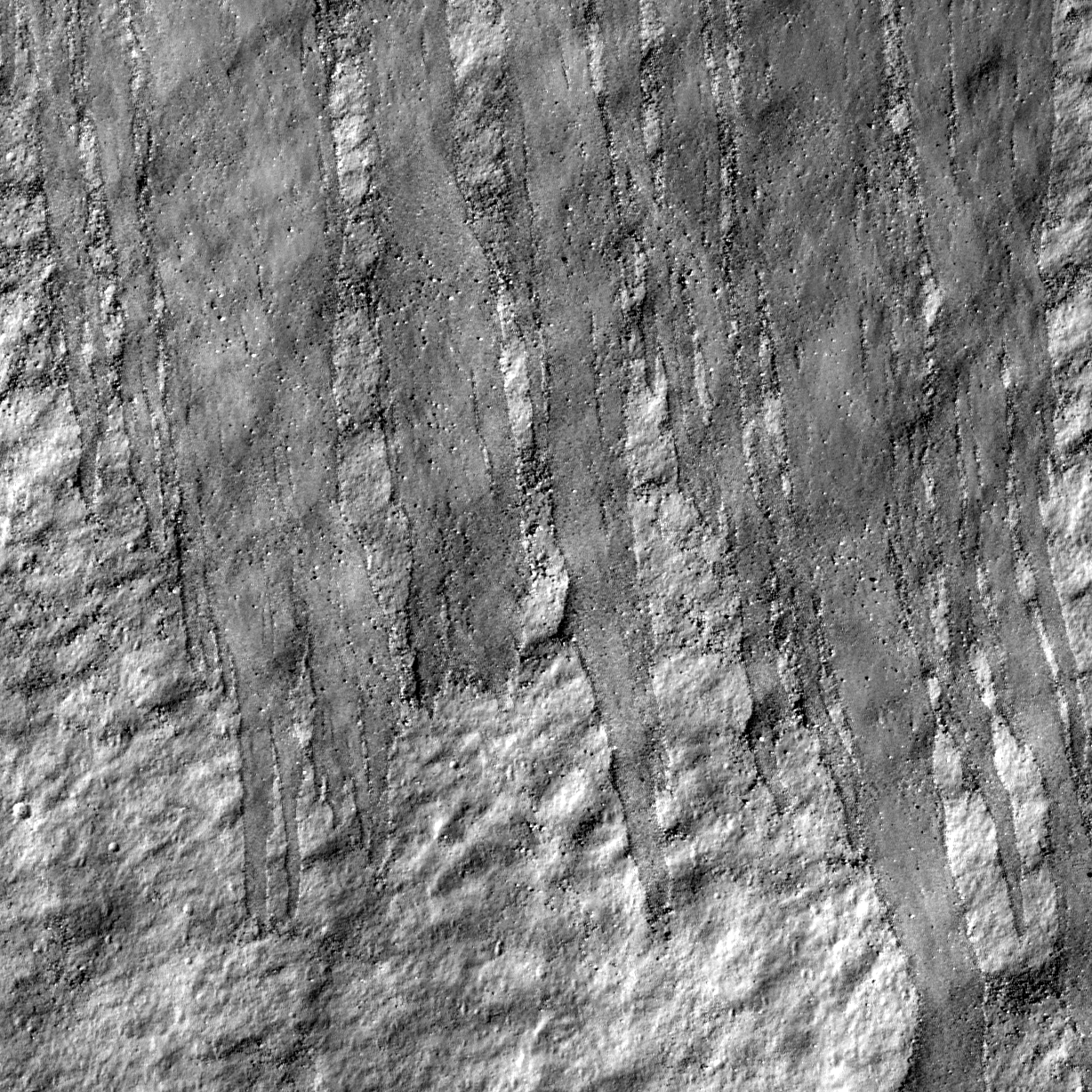
Оползни пород на северной части внутреннего склона вала кратера Робинсон. Снимок Lunar Reconnaissance Orbiter. Ширина снимка 620 м, разрешение 52 см/пиксель.

Кратер Робинсон имеет циркулярную форму и практически не разрушен. Вал с четко очерченной кромкой, в северо-восточной части прорезан короткой цепочкой мелких кратеров и отмечен мелким кратером в юго-восточной части. Внутренний склон гладкий, с оползнями, у подножья находятся осыпи пород. Высота вала над окружающей местностью достигает 840 м, объем кратера составляет приблизительно 370 км³. Дно чаши пересеченное, с маленьким кратером в восточной части.

## Сателлитные кратеры
Отсутствуют.

## См.также
- Список кратеров на Луне
- Лунный кратер
- Морфологический каталог кратеров Луны
- Планетная номенклатура
- Селенография
- Минералогия Луны
- Геология Луны
- Поздняя тяжёлая бомбардировка